# Jazíd I.
Jazíd I. (645? – 683, Damašek) druhý chalífa z dynastie Umajjovců, který vládl Arabské říši v letech 680–683. V době vlády svého otce Mu´áviji vedl arabská vojska, která se v letech 669–679 pokoušela ve válce s Byzantskou říší dobýt Konstantinopol.

## Vláda
Poté, co Mu'ávija I. v dubnu 680 zemřel, byl v Damašku Jazíd přijat za nového chalífu. Mezi arabskými elitami se však tento čin nesetkal s pochopením, protože zde žilo mnoho jiných významnějších mužů, kteří si nárokovali nástupnictví. Prakticky okamžitě došlo k povstání dvou pretendentů, a to al – Husajna (syna Alího a Fatimy) a Abdulláh ibn az-Zubajr.
Vládl od dubna 680 až do své smrti v listopadu 683. Jeho jmenování bylo první dědičnou posloupností chalífátu v islámské historii. Jeho chalífát byl poznamenán smrtí Mohamedova vnuka Husajna ibn Aliho a začátkem krize známé jako druhá fitna. Jazidovo jmenování v roce 676 (56 AH) jeho otcem Mu'awiya I bylo proti několika muslimským grandeeům z oblasti Hidžáz, včetně Husayna a Abd Allaha ibn al-Zubajra. Dva muži odmítli uznat Jazida po jeho nástupu a ukryli se v Mekce. Když Husajn odešel do Kufy v Iráku, aby vedl povstání proti Jazidovi, byl se svou malou skupinou stoupenců zabit Jazidovými silami v bitvě o Karbalu. Husajnova smrt vyvolala nelibost v Hidžáz, kde Ibn al-Zubayr svolal poradní shromáždění, které mělo zvolit nového chalífu. Lidé z Medíny, kteří podporovali Ibn al-Zubajra, měli vůči Umajjovcům další stížnosti. Poté, co se nepodařilo získat loajalitu Ibn al-Zubayra a lidu Hejaz prostřednictvím diplomacie, Yazid vyslal armádu, aby potlačila jejich povstání. Armáda porazila Mediňany v bitvě u al-Harra v srpnu 683 a město bylo vydrancováno. Poté byla Mekka několik týdnů obléhána, než se armáda v důsledku Jazidovy smrti v listopadu 683 stáhla. Chalífát upadl do téměř deset let dlouhé občanské války, která skončila založením dynastie Marwanidů (umajjovský chalífa Marwan I. a jeho potomci). Jazíd pokračoval v Mu'awiyaově decentralizovaném modelu vládnutí a spoléhal se na své provinční guvernéry a kmenovou šlechtu. Opustil ctižádostivé nájezdy Mu'awiya proti Byzantské říši a posílil vojenskou obranu Sýrie. Za jeho vlády nebyla dobyta žádná nová území. Jazid je mnohými muslimy považován za nelegitimního vládce a tyrana kvůli jeho dědičné posloupnosti, smrti Husajna a jeho útoku na Medinu. Moderní historici zastávají mírnější názor a považují ho za schopného vládce, i když méně úspěšného než jeho otec.

## Dětství
Jazid se narodil v Sýrii. Jeho rok narození je nejistý, pohybuje se mezi 642 a 649. Jeho otec byl Mu'awiya ibn Abi Sufyan, tehdejší guvernér Sýrie za chalífy Uthmana (r. 644–656). Mu'awiya a Uthman patřili k bohatému klanu Umajjovců z kmene Kurajšovců, seskupení mekkských klanů, ke kterým patřil islámský prorok Mohamed a všichni předchozí chalífové. Yazidova matka Maysun byla dcerou Bahdala ibn Unayfa, náčelníka mocného beduínského kmene Banu Kalb. Byla křesťankou, stejně jako většina jejího kmene. Yazid vyrostl se svým příbuzným Kalbite z matčiny strany, trávil své mládí v Syrské poušti, po zbytek roku byl ve společnosti řeckých a syrských dvořanů svého otce, který se stal chalífou v roce 661.

## Vláda
Poté, co Mu'ávija I. v dubnu 680 zemřel, byl v Damašku Jazíd přijat za nového chalífu. Mezi arabskými elitami se však tento čin nesetkal s pochopením, protože zde žilo mnoho jiných významnějších mužů, kteří si nárokovali nástupnictví. Prakticky okamžitě došlo k povstání dvou pretendentů, a to al – Husajna (syna Alího a Fatimy) a Abdulláh ibn az-Zubajr.
Jazíd se nejprve obrátil proti al – Husajnovi, který se mezitím z Mekky přesunul na území dnešního Iráku, kde shromažďoval své šíitské stoupence. Husajnova váhavost způsobila, že Jazídovy oddíly obklíčily jeho vojsko u Karbalá, kde se 10. října 680 strhla proslulá bitva. Husajn s celou svou rodinou padl a bitevní pole se stalo poutním místem.
Nebezpečnějším protivníkem byl Abdulláh ibn az – Zubajr, který zůstával pod ochranou posvátné Mekky. Dokonce se zde nechal prohlásit chalífou. Jazíd proti němu vypravil roku 683 vojsko 12 000 bojovníků, kteří zvítězili nedaleko Medíny a poté oblehli Mekku. Sem však 11. listopadu téhož roku dorazila zpráva, že Jazíd I. zemřel. Obléhání skončilo a vojsko nabídlo hold Abdulláhovi, a to za podmínky přesídlení do Damašku, ten však odmítl, čímž paradoxně zachránil umajjovskou dynastii.
Ve vnitřní politice pokračoval Jazíd v politice svého otce. Posiloval administrativu říše a snažil se upevňovat svou moc v centru moci Umajjovců – Sýrii. Snažil se také zdokonalit finanční systém, když snížil daně některým křesťanským obcím a naopak opustil některé daňové úlevy u svých arabských souvěrců.
V zahraniční politice došlo pouze k tažení v severní Africe, kde se stal místodržícím Ukba ibn Nafi al-Fihrí. Jeho vojsko v letech 681 - 683 proniklo na území dnešního Alžírska a Maroka a dospělo až k Atlantskému oceánu. Odpor Berberů v oblasti byl však silný a při ústupu byl Ukba ibn Nafi al-Fihrí poražen a zabit.

## Smrt
Jazid zemřel 11. listopadu 683 ve středosyrském pouštním městě Huwwarin, jeho oblíbené rezidenci, ve věku mezi 35 a 43 lety a byl tam pohřben. Raní analisté jako Abu Ma'shar al-Madani († 778) a al-Waqidi († 823) neuvádějí žádné podrobnosti o jeho smrti. Zdá se, že tento nedostatek informací inspiroval k vymýšlení popisů autorů s protiumajjovskými sklony, které podrobně popisují několik příčin smrti, včetně pádu koně, nadměrného pití, zánětu pohrudnice a pálení. Podle veršů současného básníka Ibn Arada, který v té době bydlel v Khurasan, Jazid zemřel ve své posteli s pohárem vína po jeho boku.